# Trinidad (Bolivien)
Trinidad (offizieller spanischer Name: La Santísima Trinidad) ist Hauptstadt des Departamento Beni im Amazonas-Tiefland des südamerikanischen Binnenstaates Bolivien.

## Lage im Nahraum
Trinidad liegt etwa 400 Kilometer Luftlinie nordöstlich von La Paz im Amazonasbecken am rechten Ufer des Flusses Arroyo San Juan, der zum Río Mamoré hin entwässert. Die Stadt liegt auf einer Höhe von 161 m und ist der zentrale Ort des Municipio Trinidad in der Provinz Cercado.

## Geographie
Trinidad hat ganzjährig ein tropisch heißes und feuchtes Klima. Die Jahresdurchschnittstemperatur beträgt 26,2 °C, wobei sich die monatlichen Durchschnittstemperaturen zwischen Juni/Juli mit gut 23 °C und Oktober/Dezember von knapp 28 °C nur wenig unterscheiden. Der Jahresniederschlag beträgt fast 2000 mm und liegt somit mehr als doppelt so hoch wie die Niederschläge in Mitteleuropa. Höchstwerten von etwa 300 mm in den Monaten Dezember bis Februar stehen Niedrigwerte von etwa 50 mm im Juli/August gegenüber.

## Geschichte
Trinidad (spanisch für „Dreifaltigkeit“) wurde 1686 als Missionsstation der Jesuiten am Río Mamoré gegründet; der vollständige Ortsname lautete eigentlich "La Santísima Trinidad" (spanisch: "die heiligste Dreifaltigkeit"). Da sich die Lage am Mamoré wegen Überschwemmungen als ungünstig erwies, wurde die Siedlung 1769 um etwa 14 Kilometer auf die heutige Position verlegt.

## Bevölkerung
Die Einwohnerzahl der Stadt ist in den vergangenen dreieinhalb Jahrzehnten auf ein Mehrfaches angestiegen:
| Jahr | Einwohner | Quelle       |
| ---- | --------- | ------------ |
| 1976 | 27 583    | Volkszählung |
| 1992 | 57 328    | Volkszählung |
| 2001 | 75 987    | Volkszählung |
| 2012 | 101 454   | Volkszählung |
| 2024 |           | Volkszählung |

## Verkehrsnetz
Trinidad ist Kreuzungspunkt der Nationalstraßen Ruta 3, die Trinidad mit dem 602 Kilometer entfernten La Paz verbindet, und der Ruta 9, die von Norden nach Süden das gesamte bolivianische Tiefland durchquert und von Trinidad zu der 477 Kilometer südlich gelegenen Metropole Santa Cruz führt. Über diese Nationalstraßen gibt es tägliche Busverbindungen in die meisten Städte Boliviens.
Der Flughafen Trinidad ("Aeropuerto Teniente Jorge Henrich Arauz") liegt im Nordwesten der Stadt.

## Wirtschaft und Kultur
Trinidad ist Sitz des Apostolischen Vikariats El Beni o Beni der römisch-katholischen Kirche. Die Stadt besitzt neben der Privatuniversität Univalle auch eine öffentliche Universität namens Universidad Autónoma del Beni "José Ballivián" (früher: Universidad Técnica del Beni).
Wichtigster Wirtschaftszweig der Region um Trinidad ist die Landwirtschaft, vor allem die Rinderzucht.

## Klimatabelle
|                       | Jan  | Feb  | Mär  | Apr  | Mai  | Jun  | Jul  | Aug  | Sep  | Okt  | Nov  | Dez  |   |      |
| Mittl. Tagesmax. (°C) | 32,3 | 31,4 | 31,4 | 30,8 | 29,0 | 28,7 | 29,4 | 31,6 | 33,4 | 32,2 | 32,3 | 31,9 | ⌀ | 31,2 |
| Mittl. Tagesmin. (°C) | 22,0 | 21,9 | 21,6 | 20,9 | 18,5 | 16,5 | 15,4 | 16,6 | 19,4 | 20,6 | 21,3 | 21,5 | ⌀ | 19,7 |
|                       |      |      |      |      |      |      |      |      |      |      |      |      |   |      |
| Niederschlag (mm)     | 292  | 242  | 229  | 129  | 109  | 45   | 40   | 42   | 74   | 118  | 185  | 255  | Σ | 1760 |
|                       |      |      |      |      |      |      |      |      |      |      |      |      |   |      |
| Luftfeuchtigkeit (%)  | 81   | 81   | 81   | 79   | 79   | 76   | 71   | 65   | 64   | 71   | 72   | 77   | ⌀ | 74,7 |

| 22,0 |

| 21,9 |

| 21,6 |

| 20,9 |

| 18,5 |

| 16,5 |

| 15,4 |

| 16,6 |

| 19,4 |

| 20,6 |

| 21,3 |

| 21,5 |

| 22,0 |

| 21,9 |

| 21,6 |

| 20,9 |

| 18,5 |

| 16,5 |

| 15,4 |

| 16,6 |

| 19,4 |

| 20,6 |

| 21,3 |

| 21,5 |

## Söhne und Töchter der Stadt
- Hugo Dellien (* 1993), Tennisspieler
- Murkel Dellien (* 1997), Tennisspieler